# Rauvolfia sachetiae
Rauvolfia sachetiae es una especie de planta fanerógama perteneciente a la familia Apocynaceae. Es originaria de las islas Marquesas en la Polinesia Francesa. Está tratado en peligro de extinción.

## Taxonomía
Rauvolfia sachetiae fue descrita por Francis Raymond Fosberg y publicado en Smithsonian Contributions to Botany 47: 21. 1981.
Etimología
Rauvolfia: nombre genérico que fue otorgado en honor del botánico alemán Leonhard Rauwolf.
sachetiae: epíteto